# Sandstein Verlag
Der Sandstein Verlag mit Sitz in Dresden führt ein kunst- und kulturgeschichtliches Programm. Pro Jahr bringt der Verlag rund 70 neue Bücher heraus. Die Schwerpunkte des Verlages sind Kunstbücher, Museums- und Ausstellungskataloge zu den Themen Kunst, Kunstgeschichte, Geschichte, Architektur und Denkmalpflege. Zu den langjährigen Kooperationspartnern zählen unter anderem das Deutsche Historische Museum in Berlin, die Staatlichen Kunstsammlungen Dresden, das Städel Museum in Frankfurt am Main und andere Institutionen, Verbände oder universitäre Einrichtungen. Sandstein gehört zu den wenigen Verlagen, die alle Publikationen von der Entwicklung eines Konzepts über Lektorat und Gestaltung bis zum Vertrieb komplett im Haus betreuen.

## Verlagsgeschichte
Der Verlag wurde 1990 im Osten Deutschlands von Matthias Neutzner und Lutz Stellmacher gegründet. Stellmacher, bis 2021 Geschäftsführer, studierte Fotografie und initiierte in den 1980er Jahren die Friedensgebete in der Leipziger Nikolaikirche. Die Verlagsgründer gaben 1989 die Flugblatt-Zeitschrift Aufbruch für das Neue Forum heraus, aus der im März 1990 die Zeitschrift Thema – Beiträge für soziales Gestalten entstand. Von einer Hamburger Firma erhielt der noch als GmbH unter DDR-Recht gegründete Verlag Technik, mit der er auch als Dienstleistungsunternehmen für Druckerzeugnisse arbeitete. Erste Aufträge kamen aus dem Bereich der Denkmalpflege.
In den 2010er Jahren hat sich der Verlag auf Bücher und Kataloge zu den Themen Kunst, Geschichte und Architektur spezialisiert, oft im Zusammenhang mit Ausstellungen. Zum Unternehmen gehören neben dem Verlag auch die Bereiche Sandstein Kommunikation und Sandstein Neue Medien. Insgesamt sind 26 Mitarbeiter beschäftigt. Seit 2021 wird das Unternehmen von der Kunsthistorikerin Christine Jäger-Ulbricht und Markus Pieper geschäftsführend geleitet.

## Ausgewählte Publikationen
- Zauber des Realen. Bernardo Bellotto am sächsischen Hof. Publikation zur Ausstellung in den Staatlichen Kunstsammlungen Dresden; ISBN 978-3-95498-677-4.
- Into the New. Menschsein: Von Pollock bis Bourgeois. US-amerikanische Kunst im Städel Museum. Begleitband zur Ausstellung im Städel Museum in Frankfurt am Main; ISBN 978-3-95498-675-0.
- Plauen 900. Von den Anfängen bis in die Gegenwart. Publikation zum 900-jährigen Stadtjubiläum, hrsg. von der Stadt Plauen; ISBN 978-3-95498-626-2.
- Krieg Macht Nation. Wie das deutsche Kaiserreich entstand. Publikation für die Ausstellung im Militärhistorischen Museum der Bundeswehr; ISBN 978-3-95498-545-6.
- Peter Paul Rubens. Becoming Famous. Ausstellungskatalog für die Staatsgalerie Stuttgart; ISBN 978-3-95498-652-1.
- Fantastisch real. Belgische Moderne von Ensor bis Magritte. Publikation zur Ausstellung in der Kunsthalle München; ISBN 978-3-95498-601-9.
- Johannes Vermeer. Vom Innehalten. Ausstellungskatalog für die Staatlichen Kunstsammlungen Dresden; ISBN 978-3-95498-610-1.
- Boom. 500 Jahre Industriekultur in Sachsen. Publikation zur 4. Sächsischen Landesausstellung; ISBN 978-3-95498-544-9.